# 尖果穿鞘花
尖果穿鞘花（学名：Amischotolype hookeri）为鸭跖草科穿鞘花属的植物。分布在锡金、中南半岛、孟加拉国、印度、尼泊尔、不丹以及中国大陆的西藏、云南等地，生长于海拔1,200米以下的地区，一般生于常绿阔叶林下，目前尚未由人工引种栽培。